# أوشمان
أوشمان (مواليد 19 يوليو 1999) هو مغني بولندي - أمريكي، مثل بولندا في مسابقة الأغنية الأوروبية لعام 2022.

## روابط خارجية
- كريستيان أوخمان على موقع IMDb (الإنجليزية)
- كريستيان أوخمان على موقع ميوزك برينز (الإنجليزية)
- كريستيان أوخمان على موقع أول ميوزيك (الإنجليزية)
- كريستيان أوخمان على موقع ديسكوغز (الإنجليزية)
- كريستيان أوخمان على موقع ديسكوغز (الإنجليزية)